# فيليكس نيوهاوس
فيليكس نيوهاوس هو مصارع رياضي سويسري، ولد في 1928.

## وصلات خارجية
- فيليكس نيوهاوس على موقع قاعدة بيانات المصارعة الدولية (الإنجليزية)
- فيليكس نيوهاوس على موقع أوليمبيديا (الإنجليزية)